# بوده (دهانه)
بوده یک دهانه برخوردی در ماه است.

## دهانه‌های اقماری
این دهانه ۱۰ دهانه اقماری دارد.
| Bode | عرض جغرافیایی | طول جغرافیایی | قطر          |
| ---- | ------------- | ------------- | ------------ |
| A    | ۹٫۰° N        | ۱٫۲° W        | ۱۲٫۰ کیلومتر |
| C    | ۱۲٫۲° N       | ۴٫۸° W        | ۷٫۰ کیلومتر  |
| B    | ۸٫۷° N        | ۳٫۱° W        | ۱۰٫۰ کیلومتر |
| E    | ۱۲٫۴° N       | ۳٫۴° W        | ۷٫۰ کیلومتر  |
| D    | ۷٫۲° N        | ۳٫۳° W        | ۴٫۰ کیلومتر  |
| G    | ۶٫۴° N        | ۳٫۵° W        | ۴٫۰ کیلومتر  |
| H    | ۱۲٫۲° N       | ۶٫۵° W        | ۴٫۰ کیلومتر  |
| K    | ۹٫۳° N        | ۲٫۳° W        | ۶٫۰ کیلومتر  |
| L    | ۵٫۶° N        | ۳٫۸° W        | ۵٫۰ کیلومتر  |
| N    | ۱۰٫۹° N       | ۳٫۹° W        | ۶٫۰ کیلومتر  |